# Sim Soo-bong
Sim Soo-bong (심수봉?, Sim Su-bongLR), pseudonimo di Sim Min-kyung (심민경?, 沈玟卿?, Sin Min-gyeongLR; Seosan, 11 luglio 1955), è una cantautrice e attrice sudcoreana.
È ricordata prevalentemente per essere stata tra i testimoni oculari dell'assassinio del presidente sudcoreano Park Chung-hee il 26 ottobre 1979, e per la hit del 1984 Man is a Ship, Woman a Harbor. Avendo composto e scritto i testi della maggior parte delle proprie canzoni, è considerata una delle prime cantautrici sudcoreane.

## Biografia

### Infanzia e primi anni
Sim Soo-bong nasce con nome proprio Min-kyung a Seosan l'11 luglio 1955. La sua è una famiglia di musicisti da quattro generazioni: suo nonno Sim Jeong-soon era un maestro di musica tradizionale del genere junggoje; suo zio Sim Sang-geon (1889-1965) era maestro dello stile musicale sanjo suonato al gayageum, mentre suo padre Sim Jae-deok era un teorico di musica tradizionale coreana che teneva conferenze nelle università. I suoi genitori s'incontrarono durante un viaggio di lavoro del signor Sim a Pyongyang: sua madre Jang Hyung-buk era una sua studentessa originaria della città limitrofa di Jinnampo, e ha ventisei anni, mentre suo padre sessanta, quando nasce Soo-bong. Tre anni dopo il signor Sim muore e la bambina viene cresciuta soltanto dalla madre, da cui eredita la passione per la musica: comincia così a frequentare lezioni giornaliere di pianoforte dalla figlia del vicepreside della scuola elementare di Seosan, allargandosi poi a batteria e chitarra. Compiuti i sette anni, sua madre divorzia dal secondo marito e si trasferisce con lei a Seul, dove Sim viene iscritta alla scuola elementare Eunro, terminata la quale frequenta le medie di Yeongdeungpo per breve tempo: una nevrite cranica, peggiorata dal rumore causato dai riti religiosi praticati da sua madre, la costringe infatti ad allontanarsi per due anni dagli studi.
Successivamente, mentre frequenta il liceo femminile Inhwa di Incheon, comincia a travestirsi per apparire più adulta e a frequentare i club dell'Eighth United States Army, dove suona come batterista per il gruppo vocale rock and roll Nonstop. Seguendo il consiglio di un collega anziano, passa al jazz piano e, ottenuto il diploma nel 1973, viene assunta come cantante part-time al ristorante italiano La Cantina di Sogong-dong, eseguendo prevalentemente pezzi latini come Quizas, quizas e Bésame mucho. Attira così l'attenzione del capobanda Tommy Ohm, che le chiede di suonare il piano a una festa privata a Bogwang-dong organizzata dall'allora capo della sicurezza della Casa Blu: è il primo di una serie di inviti simili che la portano a incontrare il presidente sudcoreano Park Chung-hee nel 1975.

### Debutto e omicidio di Park Chung-hee
Nel 1976, mentre lavora part-time alla Sky Lounge del Namsan Tokyo Hotel, improvvisa un brano al pianoforte davanti al cantante Na Hoon-a, che le procura così un contratto discografico con la Shinsegi Records. A causa di dispute con l'etichetta, però, la pubblicazione del suo album di debutto viene annullata e poco dopo Sim si iscrive alla facoltà di economia aziendale dell'Università Myongji. Due anni dopo partecipa all'MBC College Song Contest con il pezzo da lei scritto The One Who Left Me (그때 그사람?, Geuttae geu saramLR; lett. "Quella persona a quel tempo"): non vince, ma viene notata dalla Jigu Records, che pubblica la sua canzone nel gennaio 1979. Essa riscuote un considerevole successo grazie al tono nasale usato da Sim, rendendola un'icona trot.
Il 26 ottobre 1979 Sim è presente a quella che sarebbe diventata l'ultima cena del presidente Park al ristorante Kungjong, dove l'uomo viene assassinato dal capo della KCIA, Kim Jae-gyu; Sim, invece, riesce a scappare. Sospettata di complicità nella vicenda, viene incarcerata e costretta ad ascoltare le torture inflitte ad un conoscente, e in seguito rinchiusa per un mese in un ospedale psichiatrico, dove le iniettano le droghe destinate ai pazienti. Anche dopo essere stata scagionata, viene tenuta sotto stretta osservazione per anni, e allontanata da radio e televisione fino al 1981. Impossibilitata a lavorare come cantante, si dedica alla recitazione, apparendo nel film Akkim-eobs-i bachyeonneunde (1980), per la cui colonna sonora compone ed esegue il tema principale.
Ritorna alla musica nel 1984 con un album che vende 20.000 copie, trainato dalla hit Man is a Ship, Woman a Harbor. L'anno successivo racconta il dolore del divorzio e l'incertezza del potere in The Rose of Sharon, ma viene subito bandita dalle radio perché ricorda troppo il defunto presidente Park al suo successore, Chun Doo-hwan. Nel 1997 pubblica una versione in coreano di Million Roses di Alla Pugačëva.
Il 16 novembre 2004 festeggia il 25º di carriera con un concerto al Sejong Center for the Performing Arts di Seul.

## Vita privata
Nel 1980 conosce lo psicologo Han Gi-seok, con cui convive per circa un anno prima di fidanzarsi ufficialmente quando la loro relazione viene esposta al pubblico. Il loro matrimonio dura un solo anno, durante il quale Sim partorisce un figlio maschio, Han Seung-hyeon. Il matrimonio con il secondo marito Park Jin-seop dura invece nove anni, e la coppia ha una figlia, Park Seong-hee, nel 1984. Nel 1993 Sim sposa il produttore radiofonico Kim Ho-kyung, che le ispira la canzone Hymn of Wish.

## Discografia
- 1984 – Sim Soo-bong 1st album
- 1985 – Sim Soo-bong 2nd album
- 1987 – Sim Soo-bong 3rd album
- 1988 – Sim Soo-bong 4th album
- 1991 – Sim Soo-bong 5th album
- 1996 – '96 Music Drama
- 1999 – Because I'm A Woman
- 1999 – Sim Soo-bong 8th album
- 2003 – I Pray
- 2005 – Flower
- 2007 – Today, Suddenly

## Riconoscimenti
- KBS Gayo Daesang
  - 1979 – Miglior esordiente[13]
- Korean Popular Culture and Arts Award
  - 2018 – Encomio del Presidente[15]
- MBC Top 10 Singer Music Festival
  - 1979 – Top 10 Singer Award[13]
- Mnet Asian Music Award
  - 2009 – Hall of Fame per Nobody[16]